# Provincia di Vicenza (Lombardo-Veneto)
La provincia di Vicenza era una provincia del Regno Lombardo-Veneto, esistita dal 1816 al 1866.
Capoluogo era la città di Vicenza.

## Storia
La provincia fu creata nel 1816 all'atto della costituzione del Regno Lombardo-Veneto, succedendo al dipartimento del Bacchiglione di epoca napoleonica.

### Suddivisione amministrativa
La provincia era suddivisa nei seguenti 13 distretti:
- distretto I di Vicenza
- distretto II di Camisano
- distretto III di Cittadella (fino al 1853)
- distretto IV di Bassano
- distretto V di Marostica
- distretto VI di Asiago
- distretto VII di Thiene
- distretto VIII di Schio
- distretto IX di Malo
- distretto X di Valdagno
- distretto XI di Arzignano
- distretto XII di Lonigo
- distretto XIII di Barbarano

#### Variazioni
L'8 luglio 1818, la Notificazione 17497/1883 disponeva che la provincia di Vicenza cedesse a quella di Padova il distretto di Noale, in cambio del distretto di Cittadella.
Il 7 maggio 1853 il distretto di Noale veniva accorpato al distretto di Mirano, passando alla provincia di Venezia (con l'eccezione del comune di Zero Branco, assegnato alla provincia di Treviso); al contempo, a Padova tornava il distretto di Cittadella da Vicenza.

### Passaggio al Regno d'Italia (1866)
Nel 1866, in seguito alla terza guerra d'indipendenza, il Veneto fu annesso al Regno d'Italia, lasciando invariata la perimetrazione delle province, ordinate secondo le disposizioni del Decreto Rattazzi emanato nel 1859 dal governo sabaudo.